# Blågöl (Lönneberga socken, Småland)
Blågöl är en sjö i Hultsfreds kommun i Småland och ingår i Emåns huvudavrinningsområde.